# Piotr Pletniov
Pour les articles homonymes, voir Pletniov.
Piotr Aleksandrovitch Pletniov ou Pletnev (en russe : Пётр Александрович Плетнёв), né le 21 août 1792 dans le village de Tbelechi près de Tver et mort le 10 janvier 1866 à Paris, est un homme de lettres russe. Il fut le précepteur du tsarévitch, futur Alexandre II.

## Biographie
Pletniov est éduqué au séminaire de Tver et à l'institut pédagogique principal. Il devient professeur de lettres dans des établissements secondaires de jeunes filles dans des corps de cadets et à la pension noble de Saint-Pétersbourg.
Pouchkine, dont il était proche, lui dédia son Eugène Onéguine. Lorsque le grand poète meurt en 1837, Pletniov prit la direction de la revue littéraire Le Contemporain, avant de la vendre à Nekrassov en 1846.
Pletniov devint recteur de l'université de Saint-Pétersbourg de 1840 jusqu'en 1861, après avoir été professeur de littérature russe, puis fut nommé membre de l'Académie des sciences de Russie à Saint-Pétersbourg.
Il s'opposa en tant que critique littéraire à Belinski et aux vues libérales de certains journalistes. Opposé à toute politisation, il fit l'éloge d'écrivains aussi divers que Joukovski, Gogol ou Dostoïevski.
Il est enterré au cimetière Tikhvine de la laure Saint-Alexandre-Nevski de Saint-Pétersbourg.